# 戦争をしないで恋をしよう
戦争をしないで恋をしよう（せんそうをしないでこいをしよう）、Make love, not warは、特に1960年代のカウンターカルチャーと結びついた反戦運動の標語である。主にベトナム戦争への反対の文脈で唱えられ、それ以降は他の反戦の状況でも唱えられている。
Make loveの部分は、アメリカの若者の間で育まれた自由恋愛の実践のために掲げられ、戦争や伝統的な資本主義の文化を支持する人々における道具としての結婚を非難した。
この標語の起源は不明である：この標語の考案者であると主張する者は、ガーション・レグマン、アメリカの歌手ロッド・マッケン、など様々である。
過激派の活動家ペネロペおよびフランクリン・ローズモント(Penelope & Franklin Rosemont)、トール・フェーガー(Tor Faegre)は標語の大衆化に一役買った。彼らはイリノイ州シカゴのソリダリティ書店にて、この標語 Make Love Not Warのバッジを印刷し、1965年3月の、母の日平和行進にて配布した。それが、この標語が印刷された初出である。 1965年4月、オレゴン州ユージーンでのベトナム反戦デモにおいて、当時オレゴン大学の上級職であったダイアン・ニューエル・メイヤー(Diane Newell Meyer)の、彼女のセーターには Let's make love, not war との手書きの標語がつけられており、この標語が大衆化されはじめたことが分かる。メイヤーがそれを身に着けた写真はEugene Register-Guardに掲載され、1965年5月9日の『ニューヨーク・タイムズ』にも関連記事が掲載された。
1967年カルフォルニアでこの標語が使われたとき、ロナルド・レーガン知事は、抗議者たち対して「君らには、どちらもできまい」と冗談を飛ばした。
『ビートルズ語辞典』では「争うんじゃなくて、愛し合おう」と訳されている。